# 鎧淳
鎧 淳（よろい きよし、1930年11月24日 - 2015年5月22日）は、日本のインド古典文学者。

## 略歴
福島県会津若松市に生まれる。1958年東京大学文学部宗教学宗教史学科卒業。ユトレヒト大学に留学、1968年文学博士。師のヤン・ゴンダの元で、改めてユトレヒト大学で勤務後に帰国し、金沢大学教授。1974年に『サンスクリット語初等文法』で第10回日本翻訳文化賞を受賞。1994年定年退官、名誉教授。古代サンスクリット文学が専門。

## 著書
- 『ナラ王物語 サンスクリット・テクスト、註解、語彙集、韻律考ほか』春秋社 2003年

### 翻訳
- J.ゴンダ『サンスクリット語初等文法』辻直四郎校閲、春秋社 1974年、度々新版
- J.ゴンダ『インド思想史』冨山房 1981年、中公文庫 1990年、岩波文庫 2002年
- 『マハーバーラタ ナラ王物語 ダマヤンティー姫の数奇な生涯』岩波文庫 1989年
- J.ゴンダ『サンスクリット叙事詩・プラーナ読本 テキスト註 付文法摘要 韻律考』改訂・註、法蔵館 1995年
- 『バガヴァッド・ギーター』中公文庫 1998年、講談社学術文庫 2008年